# Alapi de Buffon
Myrmophylax atrothorax
Genre
Espèce
Statut de conservation UICN

 LC  : Préoccupation mineure
L’Alapi de Buffon (Myrmophylax atrothorax) est une espèce de passereaux de la famille des Thamnophilidae.
Cet oiseau peuple l'Amazonie et le plateau des Guyanes.